# François De Vries
François De Vries (ur. 21 sierpnia 1913 w Antwerpii, zm. 17 lutego 1972) – belgijski piłkarz, reprezentant kraju, grający na pozycji napastnika.

## Kariera klubowa
De Vries urodził się w Antwerpii. W wieku 11 lat dołączył do Royal Antwerp FC, a w 1929 został włączony do pierwszego zespołu The Great Old. Jako piłkarz Royal Antwerp sięgnał po mistrzostwo Belgii w sezonie 1930/31. Przez 12 lat gry w Antwerp wystąpił w 222 spotkaniach, w których strzelił 59 bramek.
Od 1941 do 1952 występował w RCS La Forestoise, w którym zakończył karierę piłkarską. 
| Sezon   | Klub              | Kraj   | Rozgrywki     | Mecze | Bramki |
| ------- | ----------------- | ------ | ------------- | ----- | ------ |
| 1929/30 | Royal Antwerp     | Belgia | Eerste klasse | 5     | 1      |
| 1930/31 | Royal Antwerp     | Belgia | Eerste klasse | 25    | 6      |
| 1931/32 | Royal Antwerp     | Belgia | Eerste klasse | 24    | 3      |
| 1932/33 | Royal Antwerp     | Belgia | Eerste klasse | 26    | 4      |
| 1933/34 | Royal Antwerp     | Belgia | Eerste klasse | 24    | 7      |
| 1934/35 | Royal Antwerp     | Belgia | Eerste klasse | 26    | 10     |
| 1935/36 | Royal Antwerp     | Belgia | Eerste klasse | 25    | 13     |
| 1936/37 | Royal Antwerp     | Belgia | Eerste klasse | 23    | 8      |
| 1937/38 | Royal Antwerp     | Belgia | Eerste klasse | 27    | 4      |
| 1938/39 | Royal Antwerp     | Belgia | Eerste klasse | 16    | 1      |
| 1939/40 | Royal Antwerp     | Belgia | Eerste klasse |       |        |
| 1940/41 | Royal Antwerp     | Belgia | Eerste klasse |       |        |
| 1941/42 | RCS La Forestoise | Belgia | Eerste klasse | 22    | 2      |
| 1942/43 | RCS La Forestoise | Belgia | Eerste klasse | 10    | 0      |
| 1943/44 | RCS La Forestoise | Belgia | Eerste klasse | 2     | 0      |

## Kariera reprezentacyjna
De Vries został powołany na Mistrzostwa Świata 1934 rozgrywane we Włoszech. Wystąpił w spotkaniu z reprezentacją Niemiec, przegranym 2:5. Mecz z Niemcami był jednocześnie debiutem De Vriesa w drużynie narodowej. 
Po raz ostatni w reprezentacji Belgii wystąpił 13 marca 1938 w wygranym 3:2 meczu z Luksemburgiem. De Vries strzelił w spotkaniu jedną z bramek. Łącznie w latach 1934–1938 wystąpił w 7 spotkaniach i strzelił jedną bramkę.
| Mecze i gole w reprezentacji | Mecze i gole w reprezentacji | Mecze i gole w reprezentacji | Mecze i gole w reprezentacji | Mecze i gole w reprezentacji | Mecze i gole w reprezentacji | Mecze i gole w reprezentacji |
| #                            | Data                         | Miasto                       | Przeciwnik                   | Gol                          | Wynik                        | Rozgrywki                    |
| ---------------------------- | ---------------------------- | ---------------------------- | ---------------------------- | ---------------------------- | ---------------------------- | ---------------------------- |
| 1.                           | 27.05.1934                   | Florencja                    | III Rzesza                   |                              | 2:5                          | MŚ 1934                      |
| 2.                           | 31.03.1935                   | Amsterdam                    | Holandia                     |                              | 2:4                          | towarzyski                   |
| 3.                           | 14.04.1935                   | Bruksela                     | Francja                      |                              | 1:1                          | towarzyski                   |
| 4.                           | 12.05.1935                   | Bruksela                     | Holandia                     |                              | 0:2                          | towarzyski                   |
| 5.                           | 30.05.1935                   | Bruksela                     | Szwajcaria                   |                              | 2:2                          | towarzyski                   |
| 6.                           | 29.03.1936                   | Amsterdam                    | Holandia                     |                              | 0:8                          | towarzyski                   |
| 7.                           | 13.03.1938                   | Luksemburg                   | Luksemburg                   | Gol                          | 3:2                          | El. MŚ 1938                  |

## Sukcesy
Royal Antwerp
- Mistrzostwo Belgii (1): 1930/31